# Akvárium

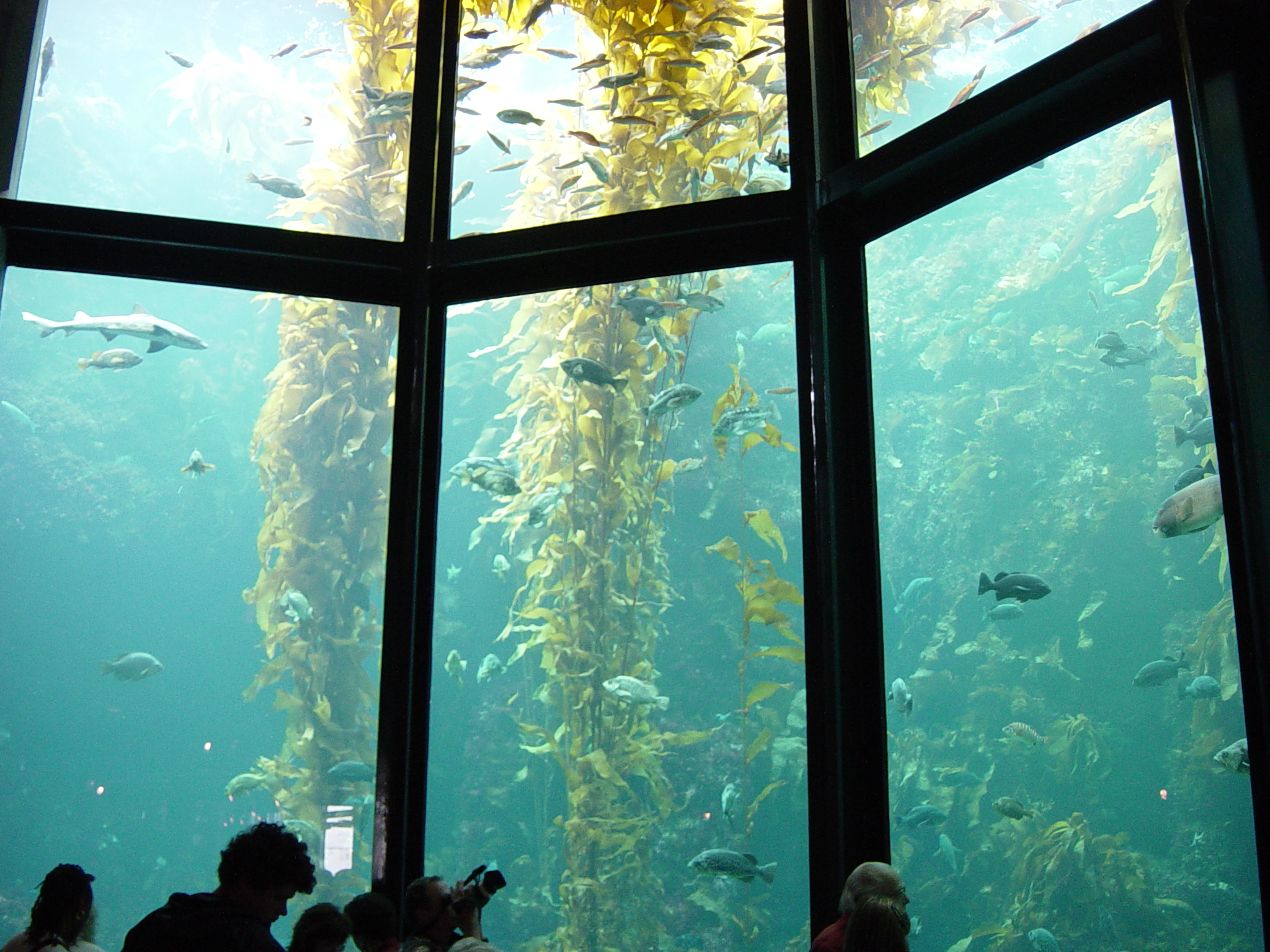
V Monterey Bay Aquarium v Kalifornii s objemem 1,3 milionů litrů je vidět simulovaný ekosystém chaluhového lesa.

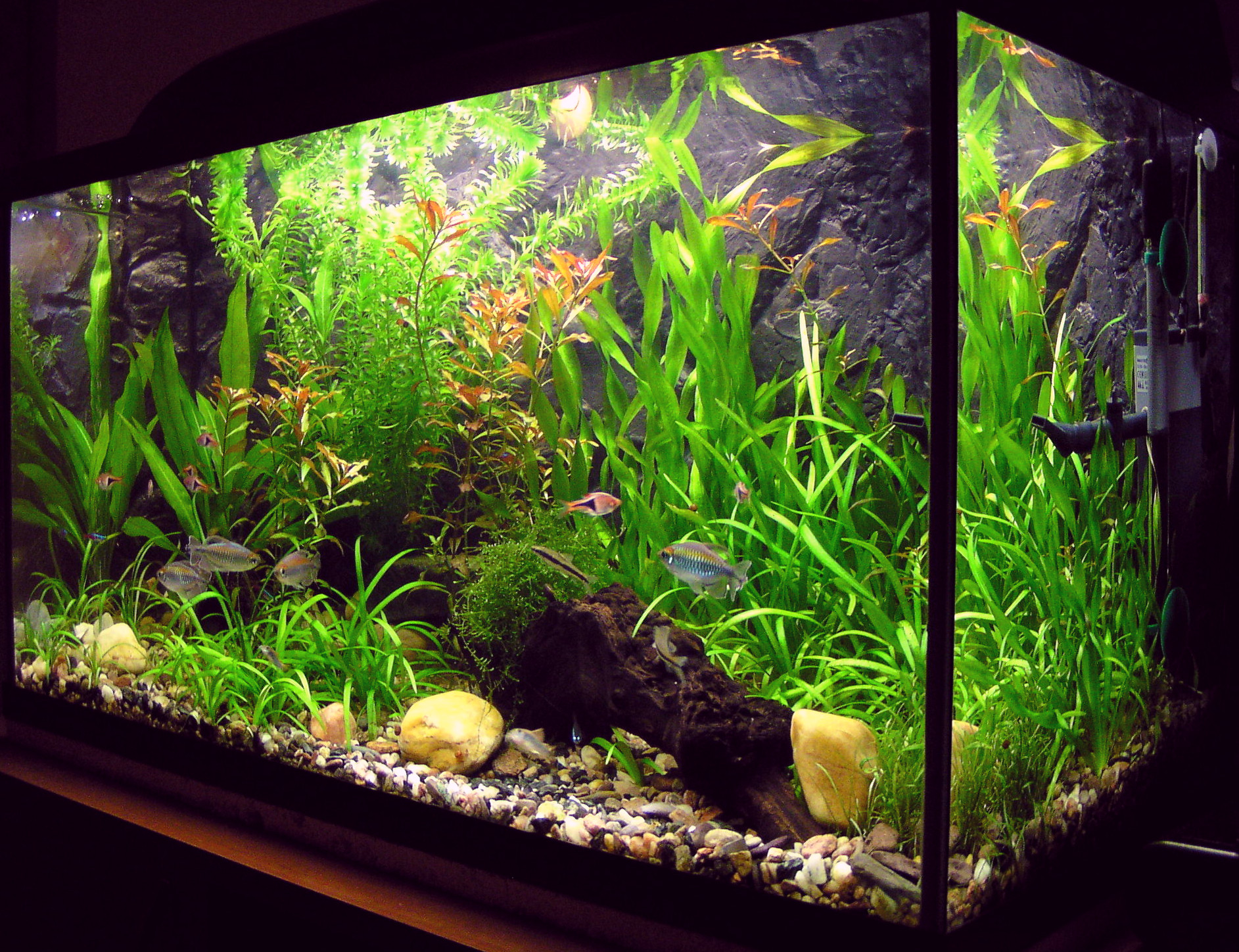
Malé amatérské akvárium s obsahem 100 litrů, určené k chovu několika druhů vzájemně snášenlivých ryb, tzv. společenská nádrž.

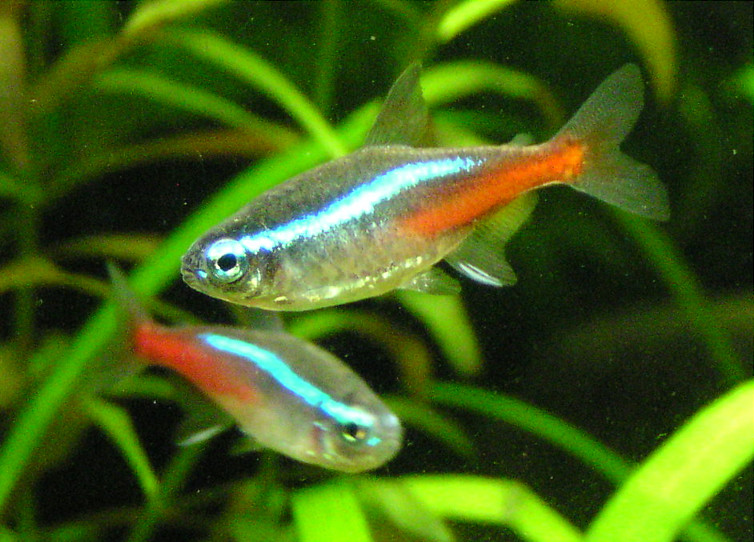
Neonka obecná (Tetra neonová, Paracheirodon innesi) je jedna z nejčastěji chovaných akvarijních ryb.

Akvárium je nádrž z průhledného materiálu (většinou ze skla nebo pevného plastu) naplněná vodou, ve které se pěstují vodní rostliny a chovají vodní živočichové (obvykle ryby, ale i další vodní obratlovci a vodní bezobratlí). Velikost akvárií se pohybuje od litrů až do tisíců kubických metrů. Malá a střední akvária slouží obvykle pro domácí chov ryb, velká akvária jsou zřizována ze vzdělávacích důvodů například v zoologických zahradách nebo jako živá dekorace ve veřejných prostorách. Moderní veřejná akvária dosahují obrovských rozměrů. Například akvárium v japonské Osace má objem 5400 m³ (54 000 hektolitrů) a sbírku 580 druhů vodních živočichů.

## Typy akvárií

### Podle biotopu
Mořská akvária, brakická akvária a sladkovodní akvária.
Tropická akvária a studenovodní akvária.
Akvaterária a paludária.

### Podle konstrukce
Běžná pokojová akvária se konstruují třemi základními způsoby, jako celoskleněná litá, rámová a lepená. Dnes se již používají prakticky pouze akvária lepená:
- Celoskleněná litá akvária (elementky) se dnes již téměř nepoužívají. Jejich nevýhodou byl malý maximální objem, sklon k praskání a často i nerovné a opticky zkreslující sklo. Výhodou celoskleněných litých akvárií byla odolnost vůči korozi a chemikáliím (např. léčivům), které mohly poškozovat tmel rámových akvárií. V době před rozšířením lepených akvárií se elementky často používaly pro menší nádrže, zejména karantény, vytíračky a podobně.

- Rámová akvária jsou tvořena ocelovým rámem, do něhož jsou vtmeleny skleněné stěny a dno. Před rozšířením lepených akvárií se jednalo o běžnou konstrukci středních a větších akvárií, dnes se již prakticky nepoužívají. Jejich nevýhodou je sklon ke korozi a ztrátě těsnosti.

- Lepená akvária jsou dnes nejpoužívanější. Dno i všechny čtyři stěny jsou tvořeny skleněnými tabulemi, které jsou slepeny silikonovým lepidlem. U větších nádrží bývají vlepeny skleněné výztuhy. Tento typ konstrukce se dnes používá pro akvária od těch nejmenších až po nádrže o obsahu přes 1000 litrů.

Velmi velké nádrže se konstruují různými způsoby, například z betonu, skleněné jsou jen některé stěny nebo jejich části.

### Podle skladby chovaných organismů
- Biotopní akvária – akvária s dodržením jednoho biotopu (například Západní Afrika)
- Druhová akvária – akvária s jedním druhem ryb nebo živočichů (například delfinária)
- Společenská akvária – akvária pro společný chov různých druhů organismů, zpravidla různých druhů ryb

## Technické vybavení akvária
Akvárium lze úspěšně provozovat i bez zvláštního technického vybavení. Technická zařízení ale umožňují chovat náročnější živočichy i rostliny a významně ulehčují údržbu akvária.

### Vytápění a chlazení
V akváriu je potřeba udržovat stálou teplotu v rozmezí určeném potřebami chovaných živočichů a pěstovaných rostlin. V případě oblíbených tropických akvárií se nejčastěji jedná o nutnost vytápění, některá akvária je však nutno chladit. Zařízení pro udržování teploty jsou obvykle vybavena interním termostatem, nebo je lze připojit k externímu, který může řídit i několik zařízení současně. K vytápění menších akvárií se nejčastěji používají topná tělesa, obvykle ve vodotěsné skleněné zkumavce.

### Osvětlení
Kvalitní osvětlení akvária je důležité především pro fotosyntetizující rostliny, v mořských akváriích i pro korály. Rostliny nejen významně přispívají k estetickému dojmu, ale především se produkcí kyslíku a spotřebou oxidu uhličitého a dusíkatých látek významně podílí na udržení biologické rovnováhy v akváriu. Proto je osvětlení akvária velmi důležité. Tropické rostliny vyžadují přibližně 12 hodin světla denně.